# بيت الشيعاني (مدينة حجة)

تعديل مصدري - تعديل

بيت الشيعاني هي إحدى قرى عزلة حملان بمديرية مدينة حجة التابعة لمحافظة حجة، بلغ تعداد سكانها 235 نسمة حسب تعداد اليمن لعام 2004.